# Cubitán de Dolores
La localidad de Cubitán de Dolores está situada en el municipio de San Andrés Huaxpaltepec, del estado de Oaxaca (México). 
Tiene 601 habitantes. Cubitán de Dolores está a 250 metros de altitud.
Sus coordenadas son:
Longitud (dec): -97.892500
Latitud (dec): 16.359167
La localidad se encuentra a una altitud media de 250 metros sobre el nivel del mar.

## Población
La población total de Cubitán de Dolores es de 601 personas, de cuales 278 son masculinos y 323 femeninas.
Edades de los ciudadanos
Los ciudadanos se dividen en 306 menores de edad y 295 adultos, de cuales 51 tienen más de 60 años.
Habitantes indígenas en Cubitán de Dolores
58 personas en Cubitán de Dolores viven en hogares indígenas. Un idioma indígena hablan de los habitantes de más de 5 años de edad 20 personas. El número de los que solo hablan un idioma indígena pero no hablan mexicano es 1, los de cuales hablan también mexicano es 18.
Estructura social
Derecho a atención médica por el seguro social, tienen 57 habitantes de Cubitán de Dolores.
Estructura económica
En Cubitán de Dolores hay un total de 132 hogares.
De estos 132 viviendas, 23 tienen piso de tierra y unos 6 consisten de una sola habitación.
119 de todas las viviendas tienen instalaciones sanitarias, 42 son conectadas al servicio público, 132 tienen acceso a la luz eléctrica.
La estructura económica permite a 5 viviendas tener una computadora, a 42 tener una lavadora y 108 tienen una televisión.
Educación escolar en Cubitán de Dolores
Aparte de que hay 63 analfabetos de 15 y más años, 6 de los jóvenes entre 6 y 14 años no asisten a la escuela.
De la población a partir de los 15 años 65 no tienen ninguna escolaridad, 185 tienen una escolaridad incompleta. 43 tienen una escolaridad básica y 43 cuentan con una educación post-bósica.
Un total de 43 de la generación de jóvenes entre 15 y 24 años de edad han asistido a la escuela, la mediana escolaridad entre la población es de 5 años.